# Ferdinand Gazagne
Ferdinand Gazagne est un homme politique français, né le 11 avril 1815 à Remoulins (Gard).

## Biographie
Il est notaire à Remoulins avant d'être élu conseiller général du canton. Il devient ensuite vice-président du conseil général et entre au Sénat le 5 janvier 1879, à la suite du décès de Jacques Bonnefoy-Sibour. Il siège au groupe de la Gauche républicaine. Il ne se représenta pas aux élections de 1885.

## Mandats
- Sénateur du Gard de 1879 à 1885.
- Maire de Remoulins.
- Conseiller général du Canton de Remoulins.
- Vice-président du Conseil général du Gard.

## Sources
- « Ferdinand Gazagne », dans Adolphe Robert et Gaston Cougny, Dictionnaire des parlementaires français, Edgar Bourloton, 1889-1891 [détail de l’édition]